# أزجار
أزجار هي منطقة أفريقية، وربما هي أقدم اتحاد للطوارق، معقلها في واحة مدينة غات في الجنوب الليبي فزان.